# Ilsa, la hiena del harén
Ilsa, la hiena del harén es una película, segunda parte de la trilogía de Ilsa y muestra varias similitudes con la protosecuela, Ilsa, la loba de las SS, y la tercera y última entrega, Ilsa, la tigresa de Siberia.

## Un continuación poco creíble
Esta película no debería existir porque si se sigue el guion de la anterior la protagonista muere al final de la historia; pero según los comentarios del DVD, el productor consideró que los espectadores se acordarían del título anterior, por lo que ese detalle carecería de importancia.
En esta ocasión no se dan datos de la fecha en que se desarrollan los hechos, pero la aparición de aviones Boeing 727 como transporte del representante diplomático estadounidense o el uso de helicópteros apuntan a una fecha no muy anterior a principios de los años sesenta del siglo XX.
Es la única de las tres que no está basada en hechos reales, y la de menor calidad según puntuaciones de algunos internautas.

## Una película políticamente incorrecta
En esta ocasión la película transcurre en un pequeño emirato petrolífero gobernado con poder absoluto por el Sharif, quien disfruta secuestrando modelos, actrices e hijas de millonarios para convertirlas en esclavas sexuales suyas, tarea de la que se ocupa Ilsa quien además inventa nuevos artilugios para aumentar el poder de su empleador como colocar a las mujeres artefactos en su cuerpo que explotan cuando llegan al orgasmo.
La cinta no deja en buen lugar a los árabes ni a los musulmanes: los jeques continúan en un régimen casi tribal, los mercados de esclavas aún existen, los palacios son servidos por eunucos y los gobernantes se comportan como ingenuos tiranos, desconocedores de la rebelión latente que los amenaza. Por lo que los malos y las malas no resultan especialmente creíbles.
Como en el título anterior, Ilsa está apoyada por dos mujeres, de raza negra en esta ocasión, pero que ahora interpretan un papel más activo que las viudas negras de las SS, convirtiéndolas el guionista en sádicas luchadoras; además de mutuas amantes.
Nuevamente Ilsa se deja llevar por la atracción sexual hacia un norteamericano que, como en el caso anterior, termina jugando más hábilmente que ella; pero, a diferencias de las otras versiones, en la Hiena del harén Ilsa no tiene el poder absoluto y es castigada.
Las escenas de lujuria donde se ve el principal gancho de la saga, los pechos de Dyanna Thorne, son tan escasas como en la primera cinta, pero no por ello fugaces. Por esta falta de sexo explícito no suele ser considerado como película pornográfica.